# Generatieve kunst
Generatieve kunst is een vorm van kunst die in het geheel of deels is gecreëerd met behulp van een autonoom systeem. In deze context is een autonoom systeem doorgaans niet menselijk en kan het onafhankelijk kenmerken van een kunstwerk vaststellen die anders rechtstreeks door de kunstenaar bepaald zouden moeten zijn.
Met de term wordt vaak gerefereerd aan computer-gegenereerde beelden die algoritmisch zijn ontstaan. Het kan echter ook worden gemaakt met systemen van scheikunde, biologie, mechanica, robotica, smart materials, kansrekening, wiskunde, symmetrie, tessellatie en meer.